# Philippe de Rothschild
Philippe de Rothschild (Pariz, 13. travnja 1902. – Pariz, 20. siječnja 1988.), francuski vozač trkačih automobila, proizvođač vina, pjesnik, scenarist, kazališni i filmski producent, barun iz britanskog ogranka bogate bankarske obitelji Rothschilda u Francuskoj. Poznat je kao jedan od najuspješnijih vinara na svijetu.
Rodio se u Parizu početkom 20. stoljeća kao najmlađe od troje djece u obitelji baruna Henri de Rothschild (1872. – 1947.) i Mathilde Sophie Henriette von Weissweiller (1872. – 1926.). Njegov djed bio je Nathan James Edouard de Rothschild (1844. – 1881.), a pradjed Nathaniel de Rothschild (1812. – 1870.), sin britanskog bankara i poduzetnika Nathana Mayera Rothschilda (1777. – 1836.) i Hannah Cohen Rothschild (1783. – 1850.).
U mladosti je živio život playboya, okružen lijepim ženama. Natjecao se u automobilističkim utrkama pod pseudonimom Georges Philippe. Godine 1922. otac mu je prepustio upravljanje vinogradima Château Mouton Rothschild te se počeo baviti uzgojem vinove loze i prozivodnjom visokokvalitetnih vina pod etiketom Mouton Rothschild. Modernizirao je imanje, a 1924. godine počeo je puniti cjelokupni prinos vina u boce, što dotad nije bio običaj. Za vrijeme Drugog svjetskog rata imao je težak životni period. Vlasti Vichyjevske Francuske zaplijenile su mu sva imanja, a supruga Élisabeth Pelletier de Chambure, s kojom se vjenčao 1934. godine, stradala je 1945. godine u njemačkom nacističkom sabirnom logoru Ravensbrück. Po završetku rata uspio je vratiti svoju imovinu, a 1954. godine oženio je Paulinu Fairfax Potter.
Razvio je marketing prodaje vina koristeći usluge vrsnih umjetnika koji su izrađivali etikete za boce njegova vina. Među istaknutim slikarima koji su ilustrirali te etikete bili su Georges Braque, Salvador Dali, Pablo Picasso i Marc Chagall.
Kao izuzetno kreativna osoba, utemeljio je 1929. godine Theatre Pigalle u Parizu, zajedno s ocem Henrijem de Rothschildom, gdje je radio na režiji i produkciji kazališnih djela. Godine 1934. producirao je jedan od prvih francuskih filmova Lac aux Dames.
Mlađe dijete je izgubio uskoro nakon njegova rođenja 1938. godine. Naslijedila ga je kćerka iz prvog braka, barunica Philippine Mathilde Camille de Rothschild (1933. – 2014.).